# Penduledemocratie
De term penduledemocratie of conflictdemocratie verwijst naar een politiek systeem waarin er regelmatig een volledige machtswisseling plaatsvindt tussen twee concurrerende politieke partijen en/of blokken. Deze afwisseling wordt vaak vergeleken met de beweging van een pendule, waarbij de politieke macht van de ene naar de andere kant slingert.

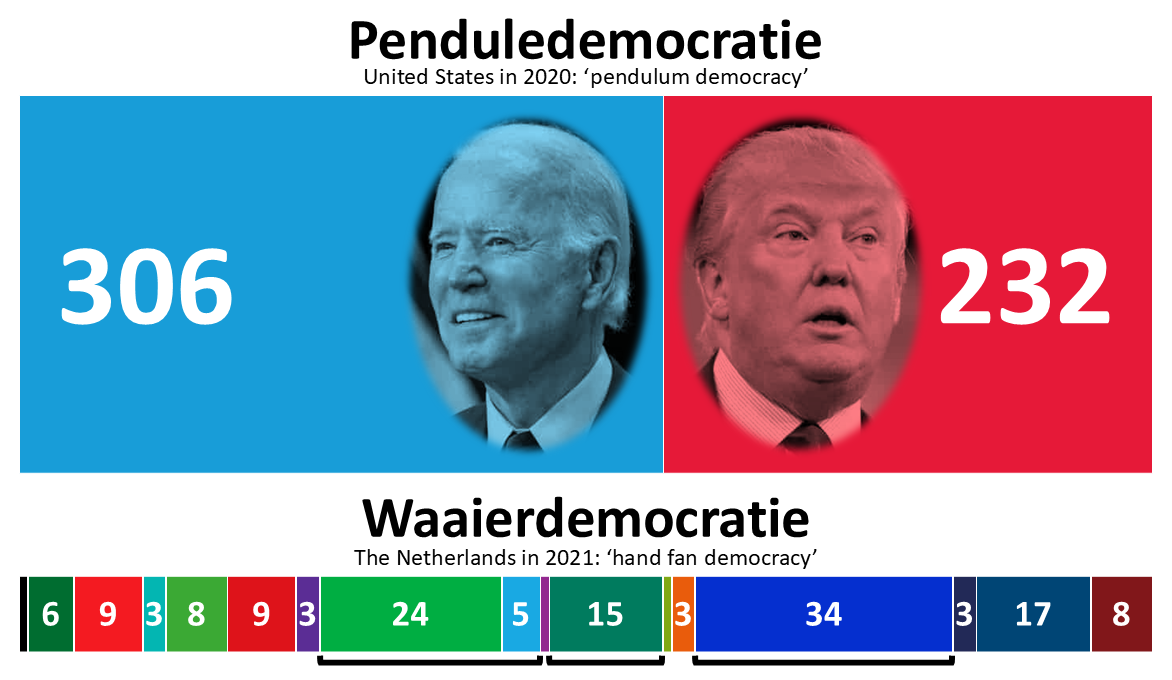
De Verenigde Staten zijn het duidelijkste voorbeeld van een penduledemocratie, terwijl Nederland een duidelijk voorbeeld is van een waaierdemocratie.

Penduledemocratie doet zich zowel voor in meerderheidsstelsels, waar het zich manifesteert als een tweepartijenstelsel, als in stelsels van evenredige vertegenwoordiging, waar het voorkomt in de vorm van blokpolitiek. De dynamiek in beide systemen verschilt echter sterk. Terwijl polarisatie vaak inherent is aan een tweepartijenstelsel, dwingt blokpolitiek de politieke flanken juist tot compromissen, wat een dempend effect heeft op polarisatie. Dit is zichtbaar in Nieuw-Zeeland dat de transitie heeft gemaakt van een meerderheidsstelsel naar evenredige vertegenwoordiging in de jaren '90.
Een penduledemocratie contrasteert met een waaierdemocratie. In een waaierdemocratie blijft er, zelfs na verkiezingsverliezen, vaak ten minste één regerende partij doorregeren. Een waaierdemocratie kenmerkt zich verder door brede middencoalities, waarbij de regeringsvorming doorgaans langer duurt dan in een penduledemocratie.

## Meerderheidsstelsel (tweepartijenstelsel)

Het stelsel van 'winner takes all' in het Verenigd Koninkrijk leidt ertoe dat de winnende partij doorgaans geen coalitie hoeft te vormen.

In landen met een meerderheidsstelsel, zoals het Verenigd Koninkrijk of de Verenigde Staten, is de penduledemocratie het duidelijkst zichtbaar. Dit type systeem bevordert een tweepartijenstelsel waarin twee grote partijen domineren en kleinere partijen weinig tot geen invloed hebben. De absolute meerderheid die de winnaar doorgaans behaalt leidt tot een totale afwisseling van macht tussen twee dominante partijen.
- Twee dominante partijen: de macht wisselt vaak tussen een conservatief en een progressief blok, bijvoorbeeld tussen Republikeinen en Democraten in de Verenigde Staten.
- Geen coalitievorming: coalities zijn in dit systeem zeldzaam omdat één partij meestal voldoende zetels behaalt om zelfstandig te regeren.
- Sterke wisseling van beleid: omdat één partij een absolute meerderheid kan behalen, kunnen radicale verschuivingen in beleid plaatsvinden wanneer de macht wisselt. Dit kan zorgen voor instabiliteit en polarisatie.

## Stelsel van evenredige vertegenwoordiging (blokpolitiek)

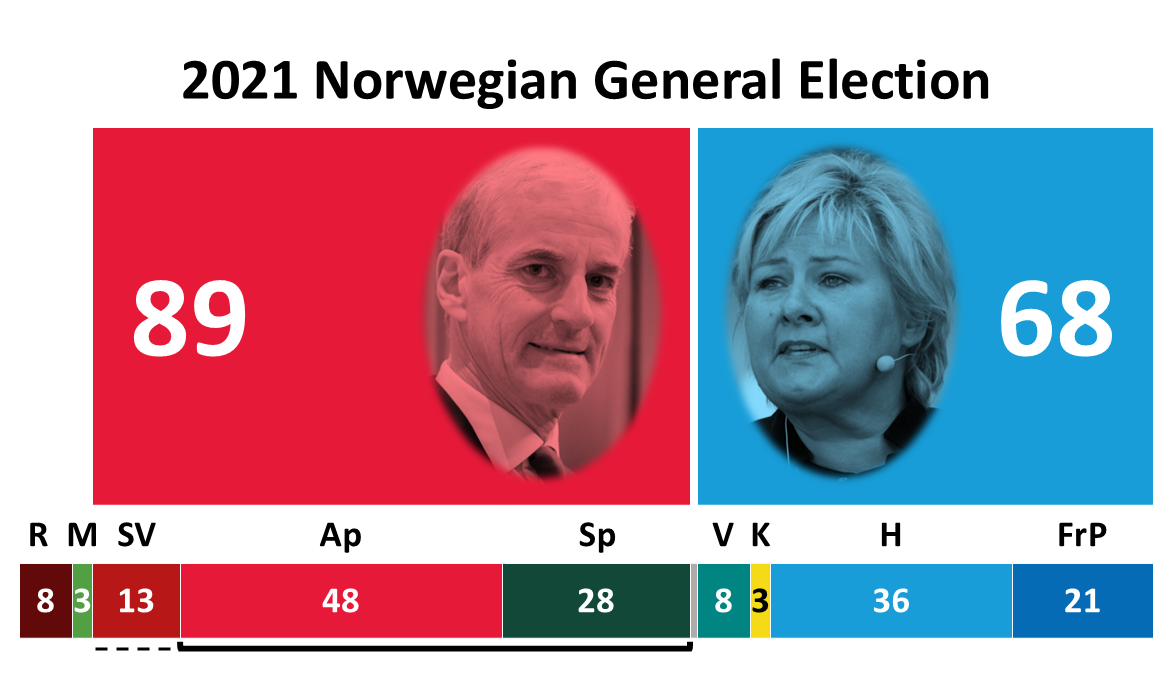
De Noorse verkiezingen van 2021 leidden tot een minderheidskabinet van twee partijen (Ap en Sp) die gesteund werden door een derde (SV). De vierde partij (R) was niet nodig voor een meerderheid en nam plaats in de oppositie.

In landen met een stelsel van evenredige vertegenwoordiging, zoals Noorwegen, Denemarken en Zweden, is de penduledemocratie minder direct zichtbaar en werkt het anders dan in meerderheidsstelsels. Hier wisselt de macht tussen coalities die grofweg in twee ideologische blokken verdeeld kunnen worden: een links-progressief blok en een rechts-conservatief blok. Dit wordt vaak aangeduid als blokpolitiek. In tegenstelling tot tweepartijenstelsels, waarbij één partij een absolute meerderheid behaalt, is samenwerking tussen meerdere partijen noodzakelijk. Hierdoor kan er stabiliteit ontstaan, zelfs bij een totale wisseling van de macht.
De combinatie van blokpolitiek en evenredige vertegenwoordiging bevordert een sterke consensusdemocratie. Voor beide blokken is samenwerking en compromis met flankpartijen essentieel om verkiezingen te winnen. Daarnaast levert dit model stabiele minderheidskabinetten op: in Scandinavische landen zijn minderheidsregeringen eerder regel dan uitzondering. Deze minderheidsregeringen worden ondersteund door partijen uit het winnende blok. Deze partijen nemen niet direct deel aan het kabinet, maar leveren wel gedoogsteun. Deze parlementaire basis zorgt er voor zorgt dat een minderheidskabinet toch een meerderheid heeft waar het op terug kan vallen. Dit resulteert in een pragmatische en flexibele politieke cultuur, waarin compromissen en samenwerking centraal staan. Dit staat in contrast met polariserende meerderheidsstelsels, waar de machtswisselingen vaak scherper en abrupt zijn, en coalitievorming zelden voorkomt.
- Coalities van partijen: politieke blokken bestaan uit meerdere partijen die gezamenlijk strijden om een meerderheid te behalen.
- Beperkte beleidswisselingen: omdat coalities compromissen moeten sluiten, zijn beleidsveranderingen meestal gematigder en minder radicaal dan in een tweepartijenstelsel.
- Minder polarisatie: de noodzaak tot samenwerking zorgt ervoor dat partijen dichter bij het politieke midden blijven en meer bereid zijn om samen te werken.

## Nieuw-Zeeland

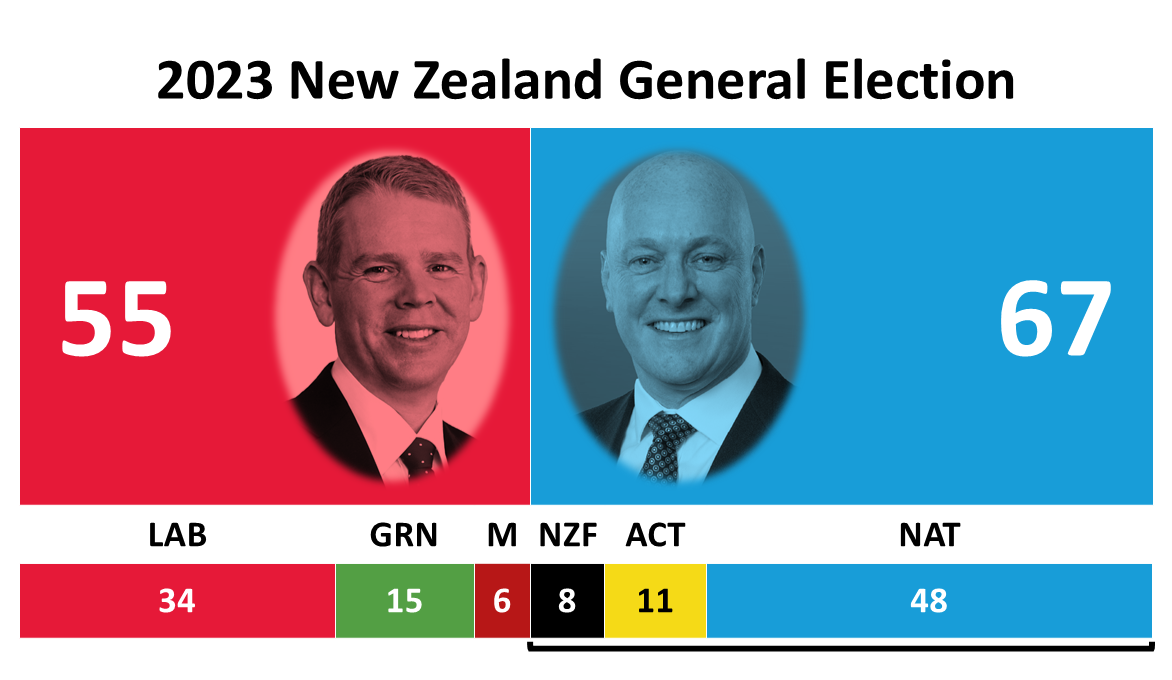
Sinds over overstap naar evenredige vertegenwoordiging wordt er nog steeds gesproken over een Labour-regering (rood) of National-regering (blauw).

Nieuw-Zeeland biedt een praktijkvoorbeeld van een land dat de transitie heeft gemaakt van een meerderheidsstelsel naar een stelsel van evenredige vertegenwoordiging, zonder de dynamiek van penduledemocratie te verliezen. Tot 1996 hanteerde Nieuw-Zeeland een meerderheidsstelsel (het Britse first-past-the-post-systeem), waarbij de grootste partij de verkiezingen won en vaak zonder coalitie kon regeren. Dit systeem leidde echter tot toenemende frustratie, omdat het de voorkeuren van een groot deel van de kiezers niet weerspiegelde. Na een volksraadpleging in 1993 werd besloten over te stappen op een gemengd evenredig kiesstelsel, dat in 1996 voor het eerst werd toegepast.
Ondanks deze overstap naar evenredige vertegenwoordiging, bleef de penduledemocratie bestaan. De politieke macht wisselt nog steeds regelmatig tussen blokken van partijen, vaak leidend tot coalities of minderheidsregeringen. Wat opvalt is dat kleinere partijen sindsdien een belangrijkere rol spelen bij het vormen van coalities en gedoogsteun, wat bijdraagt aan een breed gedragen parlementaire basis. De overgang heeft polarisatie verminderd en gezorgd voor meer samenwerking tussen partijen, terwijl de machtswisselingen tussen links en rechts nog steeds herkenbaar blijven.
Nieuw-Zeeland illustreert hoe een land kan overschakelen van een meerderheidsstelsel naar een systeem van evenredige vertegenwoordiging zonder de kern van penduledemocratie op te geven. Dit heeft geleid tot een meer inclusieve en evenwichtige politieke cultuur, waarin coalities en compromissen de norm zijn geworden, zonder dat de ideologische strijd tussen blokken verdwijnt.